# Adoretosoma galerucina
Adoretosoma galerucina är en skalbaggsart som beskrevs av Gilbert John Arrow 1917. Adoretosoma galerucina ingår i släktet Adoretosoma och familjen Rutelidae. Inga underarter finns listade i Catalogue of Life.